# 해씨 (백제)
해씨(解氏)는 백제의 성씨이자 백제의 유력 가문인 대성팔족 중 하나이다.
이들은 주로 백제 내에서 고위직을 얻었으며 정치, 군사적으로 큰 영향력을 행사했다.
백제 말기인 의자왕 때는 왕족 중심의로 국정을 운영하자 이들은 중앙귀족으로서의 지위를 상실하고 결국 지방세력으로 전락하게 되었다.

## 상세
해씨는 부여의 왕성(王姓)이므로 백제의 해씨 역시 부여에서 출자한 것으로 본다. 
해씨는 온조왕대 해루(解婁)가 우보(右輔)에 임명된 이래 전지왕대에는왕척(王戚)으로서 중요 관직을 독점하고 있던 유력한 정치세력이었으나, 개로왕의 왕권강화책으로 인해 그 영향력을 일시 상실하였고, 웅진 천도라는 국가적 위기 상황에서 세력의 재건에 성공하여, 문주왕대에 해씨가 병관좌평(兵官佐平)이 되어 군국정사를 마음대로 하여 여타의 귀족들이 반항하자, 해구는 신흥세력의 하나인 연씨(燕氏) 세력과 손을 잡고 대두성을 거점으로 반란을 일으켰다고 이해되어 왔다.
한성 지역의 중심 세력이었던 해씨는 웅진 천도 이후 남래지에 연고가 없는 상황이었다. 따라서 해씨 세력은 그들의 남래지 주변에 재지기반을 갖춘 연씨 세력과 제휴한 것으로 보인다. 연씨 세력의 거점을 탕정성으로 보고 근방의 대두성을 해씨세력의 재지기반으로 비정하는 견해가 있다. 대두성을 수리하고 한강 북쪽의 백성들을 대두성으로 옮겼다는 기사의 주체를 웅진 천도 이후 대두산성으로 재지기반을 옮긴 해씨 세력으로 보기도 하며, 해구의 반란 실패 후 대두성을 두곡(斗谷)으로 옮긴 것을 해씨 세력의 사민으로 추정한다.

## 같이 보기
- 대성팔족
- 백제의 종족구성
- 해구 (백제)
- 진씨 (백제)
- 백제